# Gustav Öhman Spjuth
Gustav Öhman Spjuth, född Nilsson Öhman 28 augusti 1986 i Arvika, är en svensk regissör och manusförfattare.
Öhman Spjuth har bland annat skrivit och regisserat TV-dramaserierna Bankrånet och Mattemorden som sänts i SVT. 2018 grundade han produktionsbolaget Fanny & Alexander tillsammans med Alexander Gibbons Barth.